# Some Mothers Do 'Ave 'Em
Some Mothers Do 'Ave 'Em is een komische Britse tv-reeks, uitgezonden door de BBC tussen 1973 en 1978. De hoofdrol wordt gespeeld door Michael Crawford. In België werd de reeks Moeders Mooiste genoemd en door de BRT uitgezonden. In Nederland werd de reeks door de TROS uitgezonden onder de titel Het zal je kind maar wezen.
De reeks bestaat uit 3 seizoenen, waarvan vooral het eerste met erg primitieve middelen werd gemaakt. De beeldkwaliteit is niet altijd even goed, waarbij er een duidelijk verschil te zien is tussen studio- en buitenopnames.
De reeks gaat over Frank Spencer, een erg onhandige en vreemde man waarbij alles misloopt. De enige die in hem blijft geloven is zijn vrouw Betty (actrice Michele Dotrice) en na de geboorte zijn dochter Jessica. Op het einde van de reeks wil hij, net als zijn vader, leren vliegen. Dit loopt natuurlijk niet van een leien dakje.
De reeks is ondertussen op DVD uitgebracht.

## Trivia
- Frank Spencer maakt de meest bizarre zaken mee en komt in veel gevaarlijke situaties terecht. Michael Crawford stond erop om alle stunts zelf uit te voeren, waardoor hij zichzelf meermaals verwondde.